# Orissula heterospinulata
Orissula heterospinulata is een hooiwagen uit de familie Sclerosomatidae.